# فولسوم (كاليفورنيا)
فولسوم (بالإنجليزية: Folsom)‏ هي إحدى مدن مقاطعة ساكرامينتو، كاليفورنيا. تم إعطاءها لقب مدينة في 20 أبريل، 1946.

## التركيبة السكانية
حدّد مكتب تعداد الولايات المتحدة بيانات التركيبة السكانية لفولسوم في تعداد الولايات المتحدة. في ما يلي، التركيبة السكانية حسب تعدادي 2000 و2010.

### تعداد عام 2000
بلغ عدد سكان فولسوم 51,884 نسمة بحسب تعداد عام 2000، وبلغ عدد الأسر 17,196 أسرة وعدد العائلات 12,527 عائلة مقيمة في المدينة. في حين سجلت الكثافة السكانية 664.4 نسمة لكل كيلومتر مربع (1,720.8/ميل2). وبلغ عدد الوحدات السكنية 17,968 وحدة بمتوسط كثافة قدره 230.1 لكل كيلومتر مربع (596.0/ميل2).
وتوزع التركيب العرقي للمدينة بنسبة 77.89% من البيض و5.99% من الأمريكيين الأفارقة و0.58% من الأمريكيين الأصليين و7.19% من الأمريكيين ذوي الأصول الآسيوية و0.19% من سكان جزر المحيط الهادئ و4.71% من الأعراق الأخرى و3.43% من عرقين مختلطين أو أكثر و9.47% من الهسبانيون أو اللاتينيون من أي عرق.
بلغ عدد الأسر 17,196 أسرة كانت نسبة 40.8% منها لديها أطفال تحت سن الثامنة عشر تعيش معهم، وبلغت نسبة الأزواج القاطنين مع بعضهم البعض 61.7% من أصل المجموع الكلي للأسر، ونسبة 8% من الأسر كان لديها معيلات من الإناث دون وجود شريك، بينما كانت نسبة 3.1% من الأسر لديها معيلون من الذكور دون وجود شريكة وكانت نسبة 27.2% من غير العائلات. تألفت نسبة 21.8% من أصل جميع الأسر من عدة أفراد يعيشون في نفس المنزل ونسبة 7.1% كانت تتألف من شخص يعيش بمفرده يبلغ من العمر 65 عاماً أو أكثر. وبلغ متوسط حجم الأسرة المعيشية 2.61، أما متوسط حجم العائلات فبلغ 3.08.
بلغ العمر الوسطي للسكان 35.9 عاماً. وكانت نسبة 24.2% من القاطنين تحت سن الثامنة عشر، وكانت نسبة 4.8% بين الثامنة عشر والرابعة والعشرين عاماً، ونسبة 30% كانت واقعةً في الفئة العمرية ما بين الخامسة والعشرين والرابعة والأربعين عاماً، ونسبة 19.2% كانت ما بين الخامسة والأربعين والرابعة والستين، ونسبة 8.3% كانت ضمن فئة الخامسة والستين عاماً فما فوق. يوجد لكل 100 أنثى 94.5 ذكر، ويوجد لكل 100 أنثى في الثامنة عشر من عمرها فما فوق 91.5 ذكر.
بلغ متوسط دخل الأسرة في المدينة 73,175 دولارًا، أما متوسط دخل العائلة فبلغ 82,448 دولارًا. وكان متوسط دخل الذكور 60,616 دولارًا مقابل 42,434 دولارًا للإناث. وسجل دخل الفرد الخاص بالمدينة 30,210 دولارًا. وكانت نسبة 2.6% من العائلات ونسبة 7.3% من السكان تحت خط الفقر، وكان من هؤلاء نسبة 4.5% تحت سن الثامنة عشر ونسبة 4.3% في الخامسة والستين من العمر وما فوق.

### تعداد عام 2010
بلغ عدد سكان فولسوم 72,203 نسمة بحسب تعداد عام 2010، وبلغ عدد الأسر 24,951 أسرة وعدد العائلات 17,600 عائلة مقيمة في المدينة. في حين سجلت الكثافة السكانية 924.6 نسمة لكل كيلومتر مربع (2,394.7/ميل2). وبلغ عدد الوحدات السكنية 26,109 وحدة بمتوسط كثافة قدره 334.3 لكل كيلومتر مربع (865.8/ميل2).
وتوزع التركيب العرقي للمدينة بنسبة 74.27% من البيض و5.73% من الأمريكيين الأفارقة و0.59% من الأمريكيين الأصليين و12.46% من الأمريكيين ذوي الأصول الآسيوية و0.24% من سكان جزر المحيط الهادئ و2.52% من الأعراق الأخرى و4.18% من عرقين مختلطين أو أكثر و11.17% من الهسبانيون أو اللاتينيون من أي عرق.
بلغ عدد الأسر 24,951 أسرة كانت نسبة 39.3% منها لديها أطفال تحت سن الثامنة عشر تعيش معهم، وبلغت نسبة الأزواج القاطنين مع بعضهم البعض 57.7% من أصل المجموع الكلي للأسر، ونسبة 8.8% من الأسر كان لديها معيلات من الإناث دون وجود شريك، بينما كانت نسبة 4% من الأسر لديها معيلون من الذكور دون وجود شريكة وكانت نسبة 29.5% من غير العائلات. تألفت نسبة 23.2% من أصل جميع الأسر من عدة أفراد يعيشون في نفس المنزل ونسبة 7.7% كانت تتألف من شخص يعيش بمفرده يبلغ من العمر 65 عاماً أو أكثر. وبلغ متوسط حجم الأسرة المعيشية 2.61، أما متوسط حجم العائلات فبلغ 3.13.
بلغ العمر الوسطي للسكان 37.6 عاماً. وكانت نسبة 24.3% من القاطنين تحت سن الثامنة عشر، وكانت نسبة 7.4% بين الثامنة عشر والرابعة والعشرين عاماً، ونسبة 31.9% كانت واقعةً في الفئة العمرية ما بين الخامسة والعشرين والرابعة والأربعين عاماً، ونسبة 26.8% كانت ما بين الخامسة والأربعين والرابعة والستين، ونسبة 9.6% كانت ضمن فئة الخامسة والستين عاماً فما فوق. وتوزع التركيب الجنسي للسكان بنسبة 53.3% ذكور و46.7% إناث.

## المناخ
يظهر الجدول التالي التغييرات المناخية على مدار السنة لفولسوم:
| البيانات المناخية لـفولسوم        | البيانات المناخية لـفولسوم | البيانات المناخية لـفولسوم | البيانات المناخية لـفولسوم | البيانات المناخية لـفولسوم | البيانات المناخية لـفولسوم | البيانات المناخية لـفولسوم | البيانات المناخية لـفولسوم | البيانات المناخية لـفولسوم | البيانات المناخية لـفولسوم | البيانات المناخية لـفولسوم | البيانات المناخية لـفولسوم | البيانات المناخية لـفولسوم | البيانات المناخية لـفولسوم |
| الشهر                             | يناير                      | فبراير                     | مارس                       | أبريل                      | مايو                       | يونيو                      | يوليو                      | أغسطس                      | سبتمبر                     | أكتوبر                     | نوفمبر                     | ديسمبر                     | المعدل السنوي              |
| --------------------------------- | -------------------------- | -------------------------- | -------------------------- | -------------------------- | -------------------------- | -------------------------- | -------------------------- | -------------------------- | -------------------------- | -------------------------- | -------------------------- | -------------------------- | -------------------------- |
| متوسط درجة الحرارة الكبرى °ف (°م) | 54 (12)                    | 61 (16)                    | 65 (18)                    | 72 (22)                    | 81 (27)                    | 89 (32)                    | 94 (34)                    | 94 (34)                    | 88 (31)                    | 79 (26)                    | 62 (17)                    | 54 (12)                    | 74 (23)                    |
| متوسط درجة الحرارة الصغرى °ف (°م) | 38 (3)                     | 43 (6)                     | 46 (8)                     | 48 (9)                     | 52 (11)                    | 58 (14)                    | 61 (16)                    | 60 (16)                    | 58 (14)                    | 54 (12)                    | 44 (7)                     | 39 (4)                     | 50 (10)                    |
| الهطول إنش (مم)                   | 3.70 (94)                  | 4.63 (118)                 | 4.65 (118)                 | 1.74 (44)                  | .67 (17)                   | .38 (9.7)                  | .06 (1.5)                  | .11 (2.8)                  | .62 (16)                   | 1.46 (37)                  | 3.96 (101)                 | 3.83 (97)                  | 25.80 (655)                |
| المصدر:                           |                            |                            |                            |                            |                            |                            |                            |                            |                            |                            |                            |                            |                            |

## توأمة
لفولسوم (كاليفورنيا) اتفاقيات توأمة مع كل من:
- جياوهي [الإنجليزية]‏
- Crespano del Grappa [الإنجليزية]‏
- بيريرا

## أعلام
- توني جونسون
- بوبي كيف
- جوردن ريتشاردز
- يوحنا جونز
- زاك كراوتش
- بيتر كاميخو